# Aeroportul Long Beach
Aeroportul Long Beach (IATA: LGB, ICAO: KLGB, FAA LID: LGB) este un aeroport din Long Beach, California, Comitatul Los Angeles, California, Statele Unite ale Americii ce deservește zona Long Beach. Aeroportul a fost tranzitat în 2023 de 3.739.307 pasageri. A fost deschis în 1923 și numit după zona deservită.
Situat la o altitudine de 18 m, aeroportul dispune de 3 piste.

## Infrastructură

### Piste
Aeroportul dispune de 3 piste: 
- pista 08L/26R din asfalt, cu dimensiunile 6.192 picioare × 150 picioare
- pista 08R/26L din asfalt, cu dimensiunile 5.423 picioare × 150 picioare
- pista 12/30 din asfalt, cu dimensiunile 10.000 picioare × 200 picioare